# Stylactella
Stylactella är ett släkte av nässeldjur. Stylactella ingår i familjen Cytaeididae.
Kladogram enligt Catalogue of Life:
| Stylactella | \| \| Stylactella piscicola \| \| \| \| \| \| Stylactella siphonis \| \| \| \| |
|             | \| \| Stylactella piscicola \| \| \| \| \| \| Stylactella siphonis \| \| \| \| |
|             | Cytaeis                                                                        |
|             |                                                                                |
|             | Paracytaeis                                                                    |
|             |                                                                                |
|             | Perarella                                                                      |
|             |                                                                                |
|             | Stylactella piscicola                                                          |
|             |                                                                                |
|             | Stylactella siphonis                                                           |
|             |                                                                                |

|  | Stylactella piscicola |
|  |                       |
|  | Stylactella siphonis  |
|  |                       |